# Фикус
Фи́кус (лат. Ficus — смоковница, фига) — род растений семейства Тутовые (Moraceae), в составе которого образует монотипную трибу Фикусовые (Ficeae). Большинство видов — вечнозелёные, некоторые — листопадные.
Наиболее известным представителем рода является фиговое дерево (Ficus carica L.), известное как смоква, или винная ягода, или инжир, или фига. Также известен Фикус бенджамина, выращиваемый в комнатных условиях как декоративное растение.

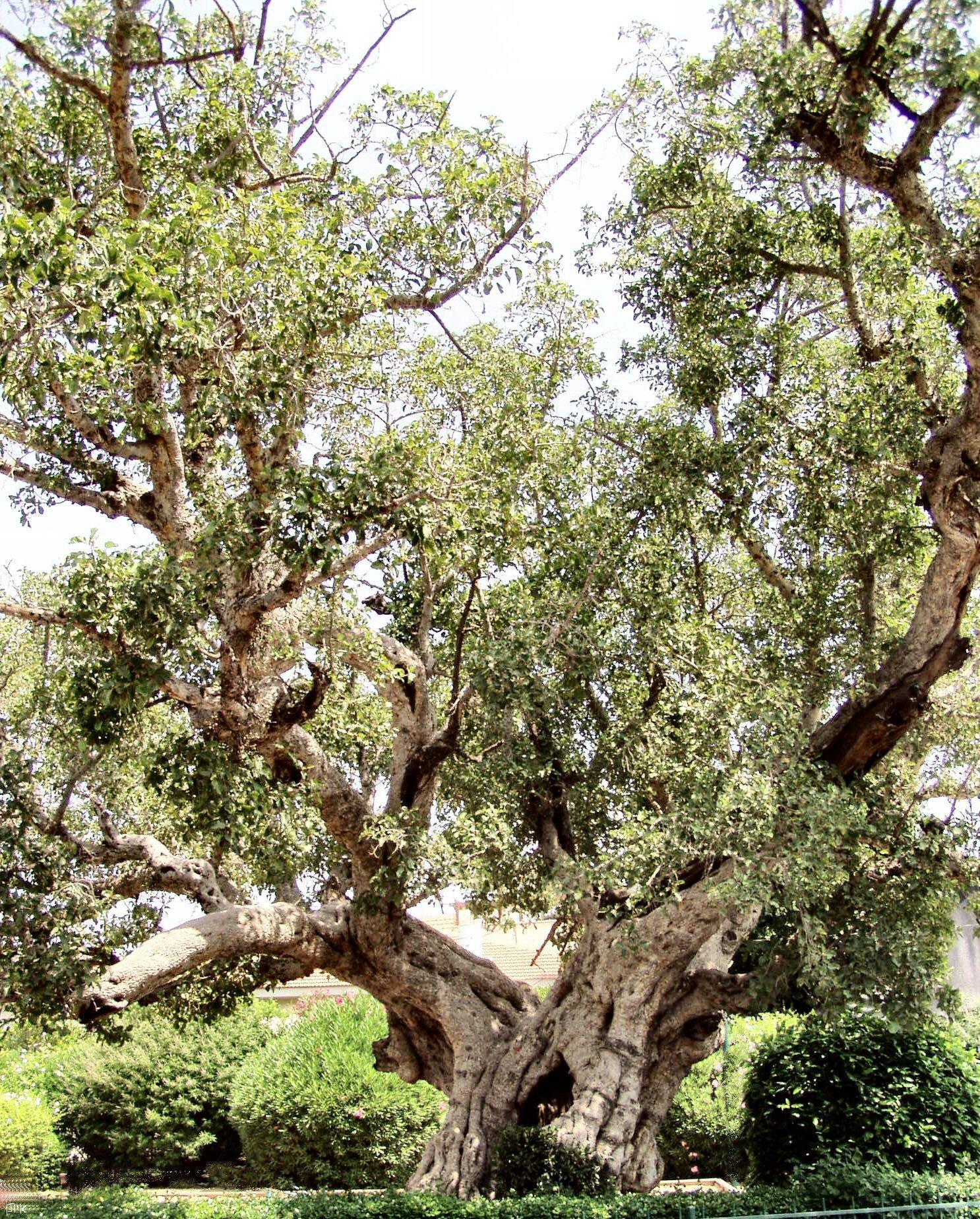
Ficus sycomorus

## Описание
Деревья, кустарники или лианы.
Многие виды фикусов начинают жизнь как эпифиты, затем образуют придаточные корни, достигающие земли и разрастающиеся в мощные колоннообразные опоры для огромной кроны (баньян). Воздушные корни некоторых эпифитных фикусов способны плотно оплетать ствол дерева-хозяина, вызывая его отмирание (так называемые фикусы-удушители).

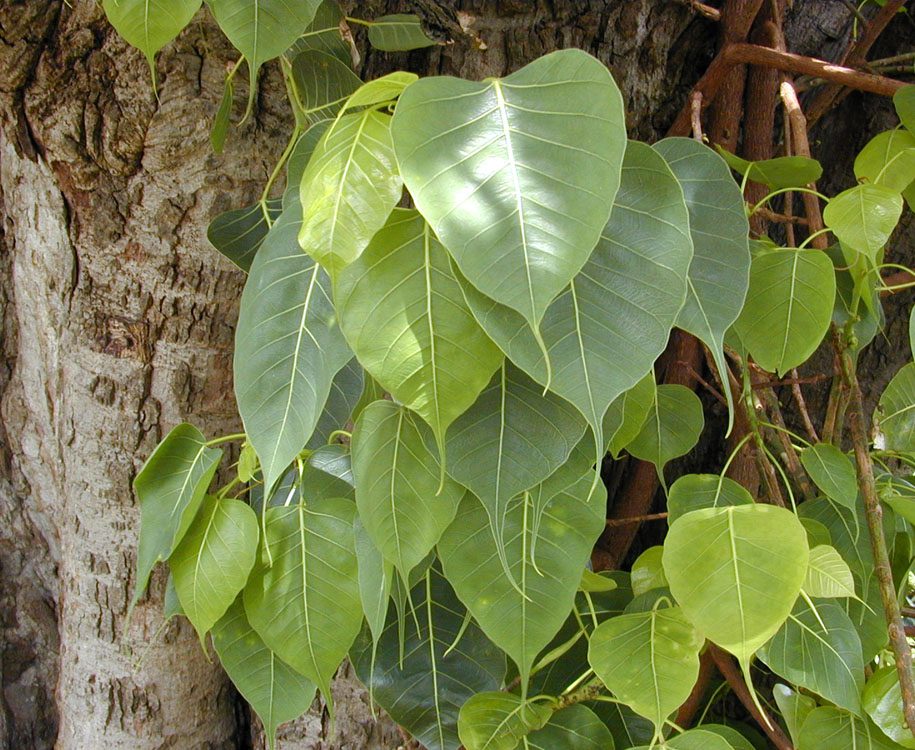
Листья фикуса религиозного (Ficus religiosa)

Листья очередные, реже супротивные, цельные, зубчатые или лопастные. Прилистники очень крупные; они одевают почку, но в большинстве случаев скоро отпадают и лишь изредка сохраняются после распускания листьев. «Фиговый лист» — устойчивая речевая форма во многих языках, в том числе и русском; несчётное число раз изображался на живописных полотнах и гравюрах старых мастеров.
Все части растения содержат млечный сок. Млечный сок некоторых видов (Ficus heterophylla, Ficus sycomorus, Ficus indica) используется в медицине.
Цветки собраны в пазушные соцветия, одиночные или сгруппированные по нескольку, и иногда на безлистном побеге образующие конечный колос или кисть. Цветоложе в соцветии большей частью в виде полого шара или груши с отверстием на верхушке; внутри на таком цветоложе располагаются мелкие цветки; мужские вместе с женскими или мужские отдельно от женских; иногда мужских цветков бывает очень мало, и они располагаются тогда у отверстия соцветия, а женские занимают всю остальную поверхность его. При каждом цветке иногда развиваются кроющие листья, иногда их не бывает. Цветок состоит из 2—6-раздельного или лопастного околоцветника, более развитого при мужском цветке. Тычинок либо 1, либо 2 или 3—6; нити у них короткие, пыльники либо выдаются из околоцветника, либо нет. Пестик один с одногнёздой (реже 3-2-гнёздой) односемянной завязью, с простым столбиком, не выдающимся из отверстия цветоложа. Опыляются насекомыми.
Плоды — особые плодовые тела — сикониумы: орешки, заключённые в мясистое цветоложе (фигу). Искривлённый зародыш окружён белком.

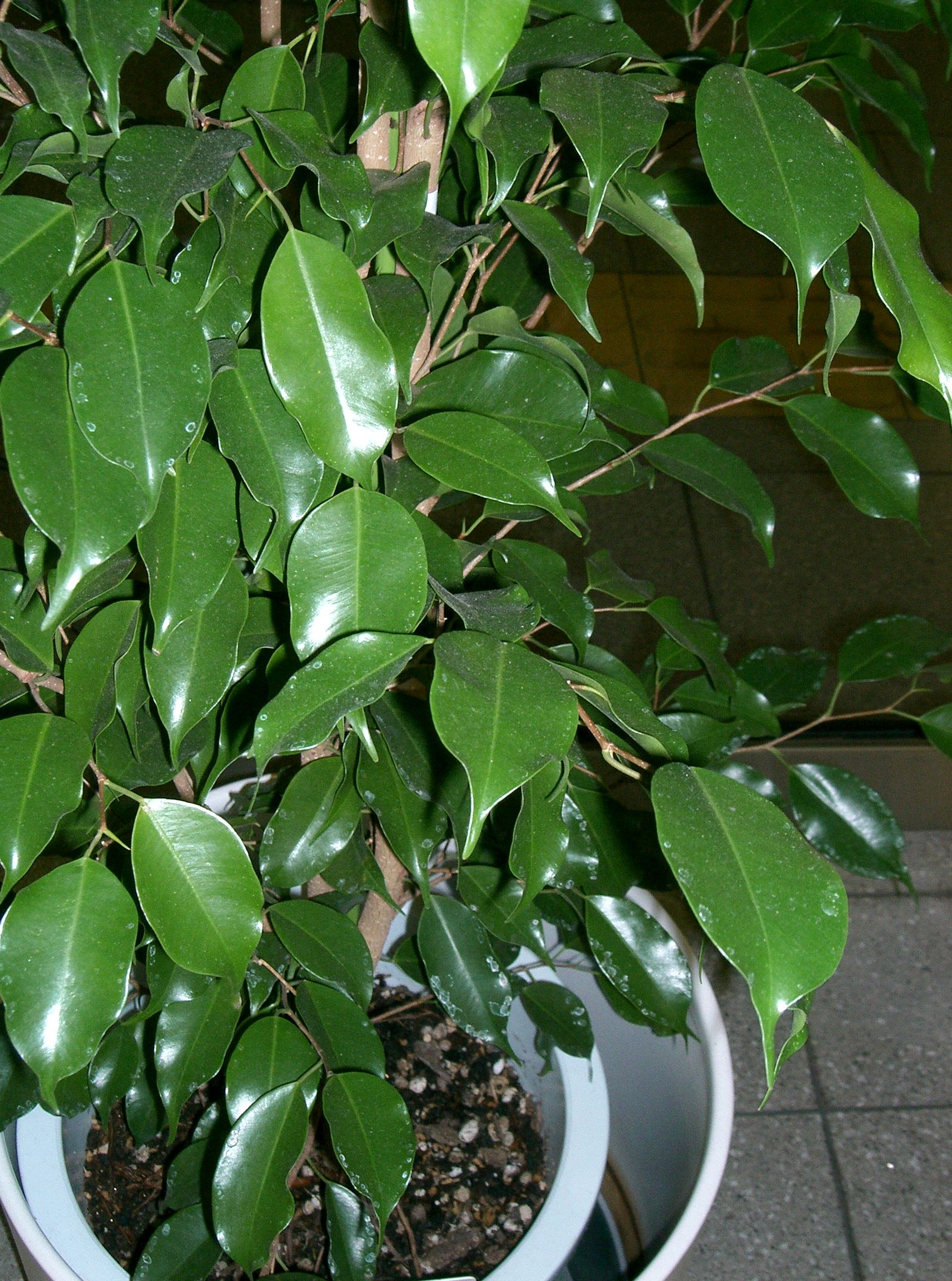
Фикус бенджамина

## Распространение
Преимущественно в тропических странах (на островах и побережьях Индийского и Тихого океанов, в южной Африке и в Средиземноморье), редко — в умеренном климате. Ficus carica (смоковница), например, растёт и плодоносит в Крыму, Закавказье, Средней Азии.

## Использование

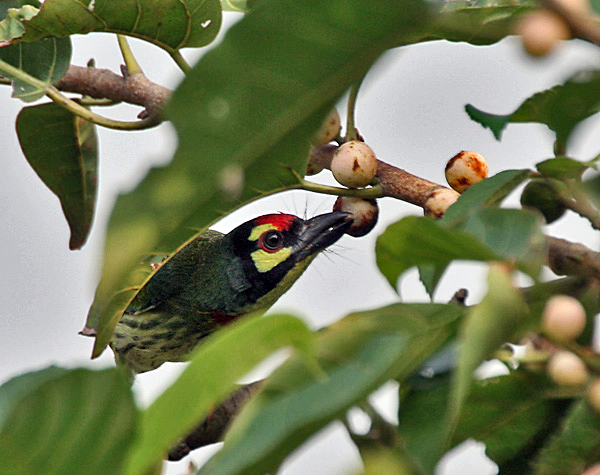
Бородастик, питающийся плодами Ficus virens

Многие виды фикусов — полезные растения.
Наибольшее значение в промышленном отношении они имеют как дающие каучук: Ficus elastica (Суматра), Ficus nymphaeifolia, Ficus populnea, Ficus radula, Ficus sylvestris (Бразилия), Ficus elliptica и Ficus prinoiddes (Колумбия, Эквадор).
Плоды некоторых представителей рода (Ficus carica, Ficus sycomorus, Ficus religiosa, Ficus rumphii, Ficus bengalensis) съедобны, содержат до 75 % сахаров (глюкоза, фруктоза); эти растения вошли в культуру в незапамятные времена.
В дождевых лесах плоды фикусов — основная часть корма млекопитающих и птиц, листья и древесина — насекомых.
В Мексике, Центральной Африке из листьев делают крыши домов и навесы.
Лист Ficus carica используют в качестве лекарственного сырья — Folium Ficusi caricae. Собирают после снятия плодов в сентябре — октябре и высушивают, используя для получения препарата «Псоберан». Действующие вещества — кумарины, главные из них — псорален и бергаптен. Псоберан используется для лечения гнёздной плешивости и витилиго.

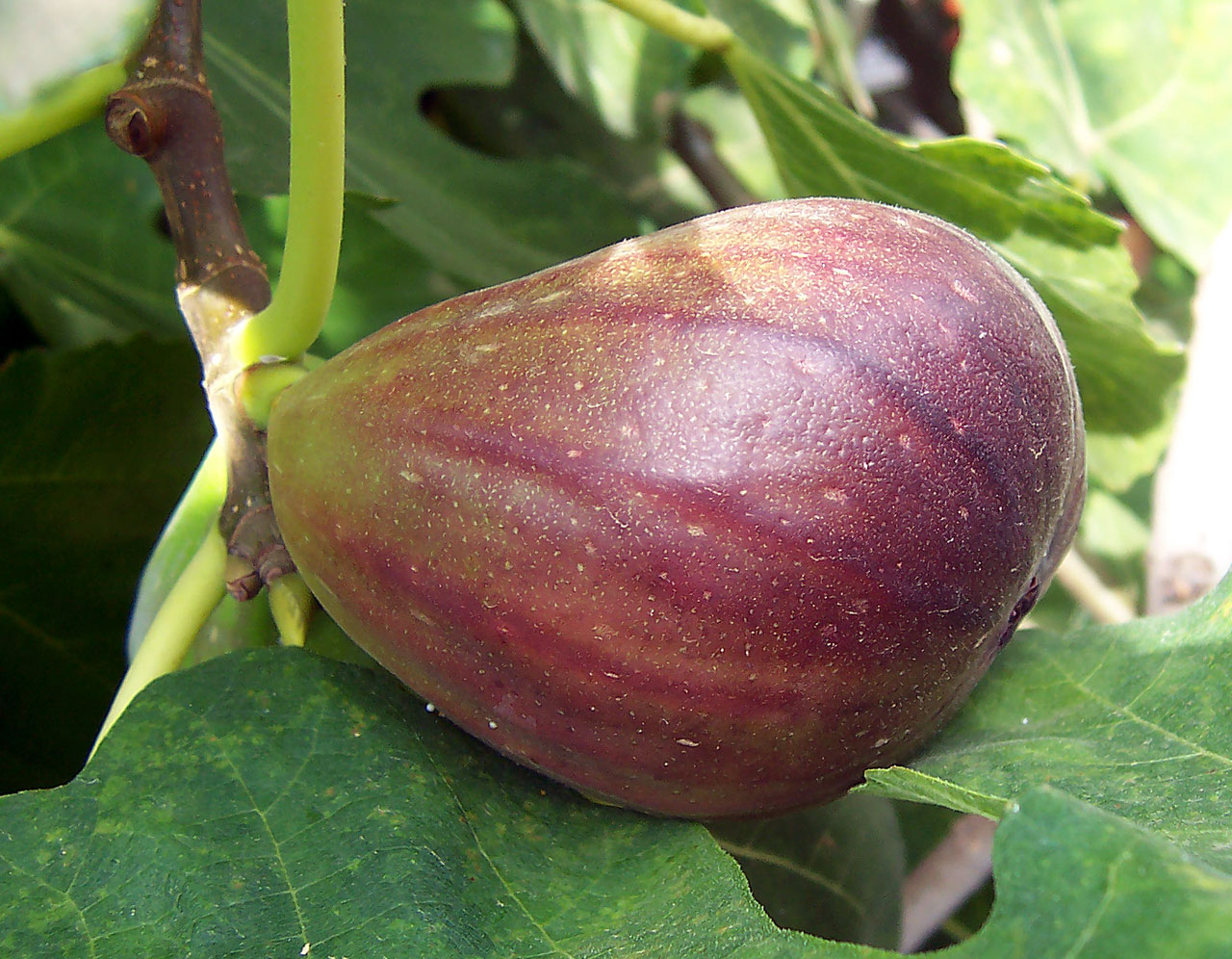
Плод фигового дерева

Некоторые виды (Ficus laccifera, Ficus religiosa, Ficus bengalensis) доставляют шеллак, или гуммилак (гумми, вытекающее от укусов лакового червеца).
Фиговое дерево — одно из двух священных деревьев у мусульман; почитается также индуистами и буддистами.
Народы индийского штата Мегхалая несколько веков назад научились использовать корни каучуконосного фикуса для выращивания живых мостов. Для этого через препятствие перекидывают бамбуковые шесты и направляют на них корни, которые постепенно дорастают до противоположной стороны, процесс «строительства» длится 10—15 лет. Живые мосты могут достигать длины 30 метров и выдерживать вес более 50 человек. Выращивание таких мостов практичнее строительства деревянных, так как там выпадает более 11000 мм осадков за год и мёртвая древесина быстро сгнивает. Возраст некоторых мостов достигает 500 лет.
По особенностям роста большинство фикусов — прямостоячие одноствольные древесные растения, пригодные для озеленения интерьеров в качестве солитёрных растений или компонентов фитокомпозиций (структурные или акцентные виды).

## Подроды и виды
Подроды:
- Ficus
- Synoecia
- Sycidium
- Sycomorus
- Pharmacosycea
- Urostigma

### Виды
По информации базы данных The Plant List (2013), род включает 841 вид. Некоторые из них:

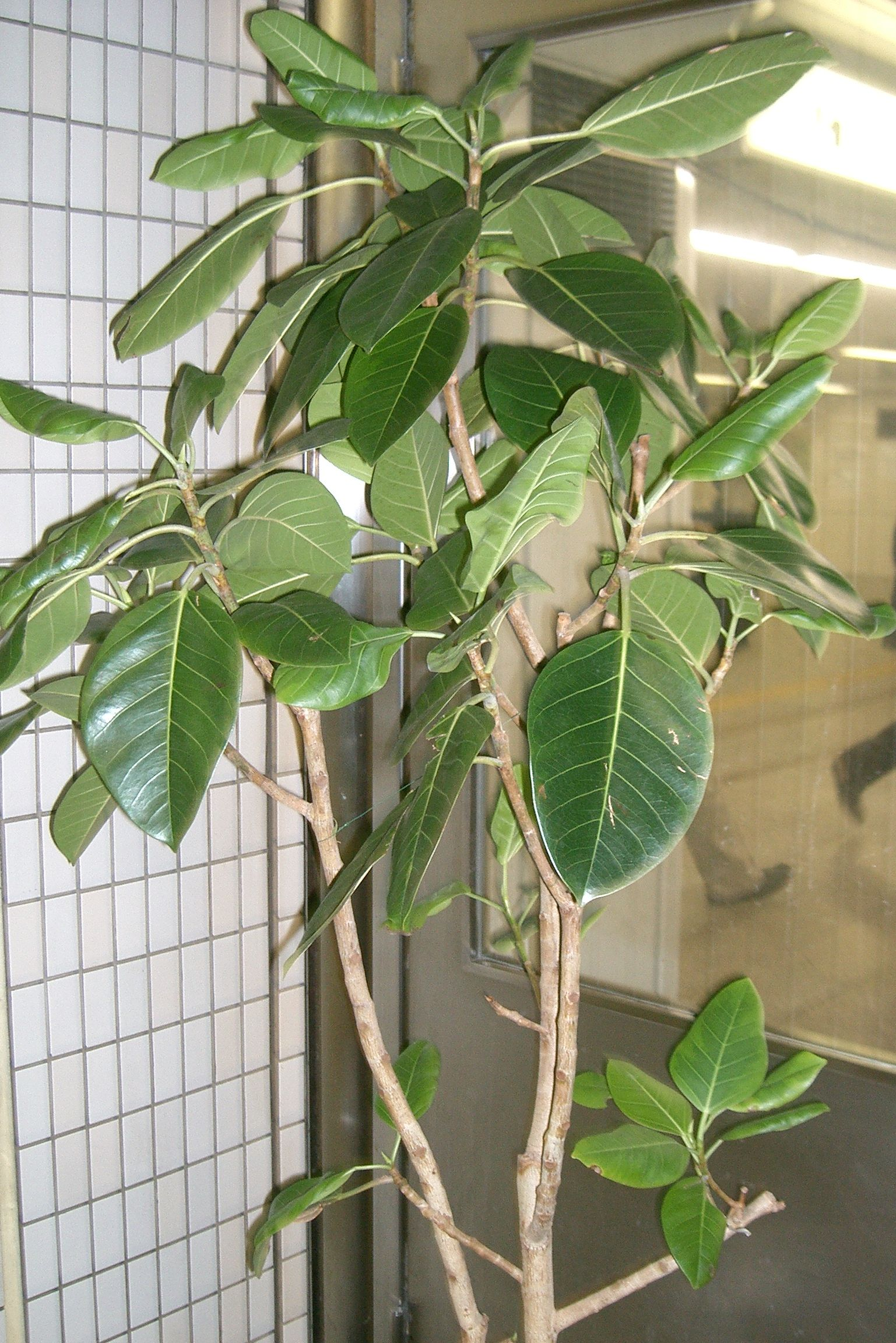
Ficus altissima
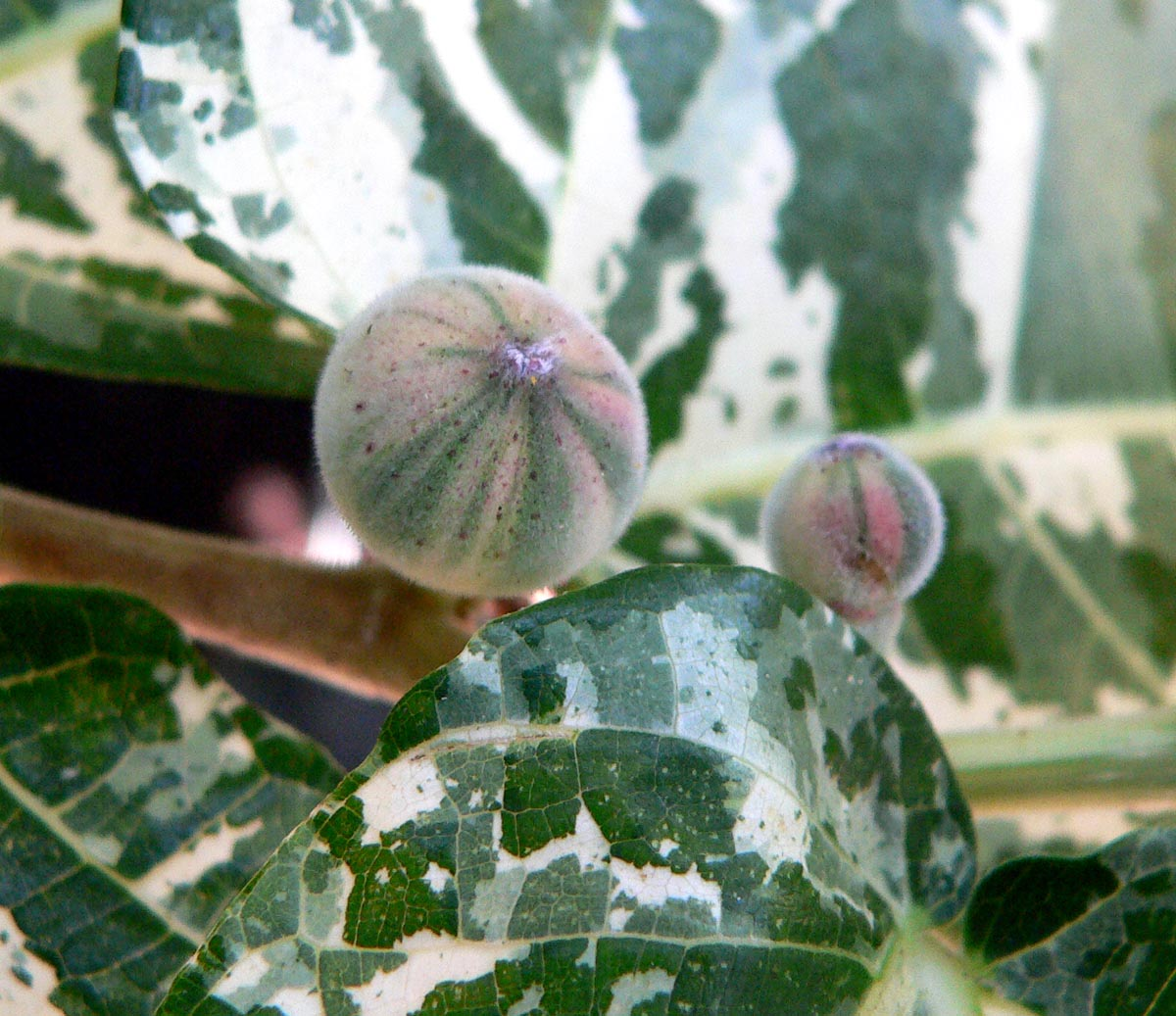
Плоды Ficus aspera
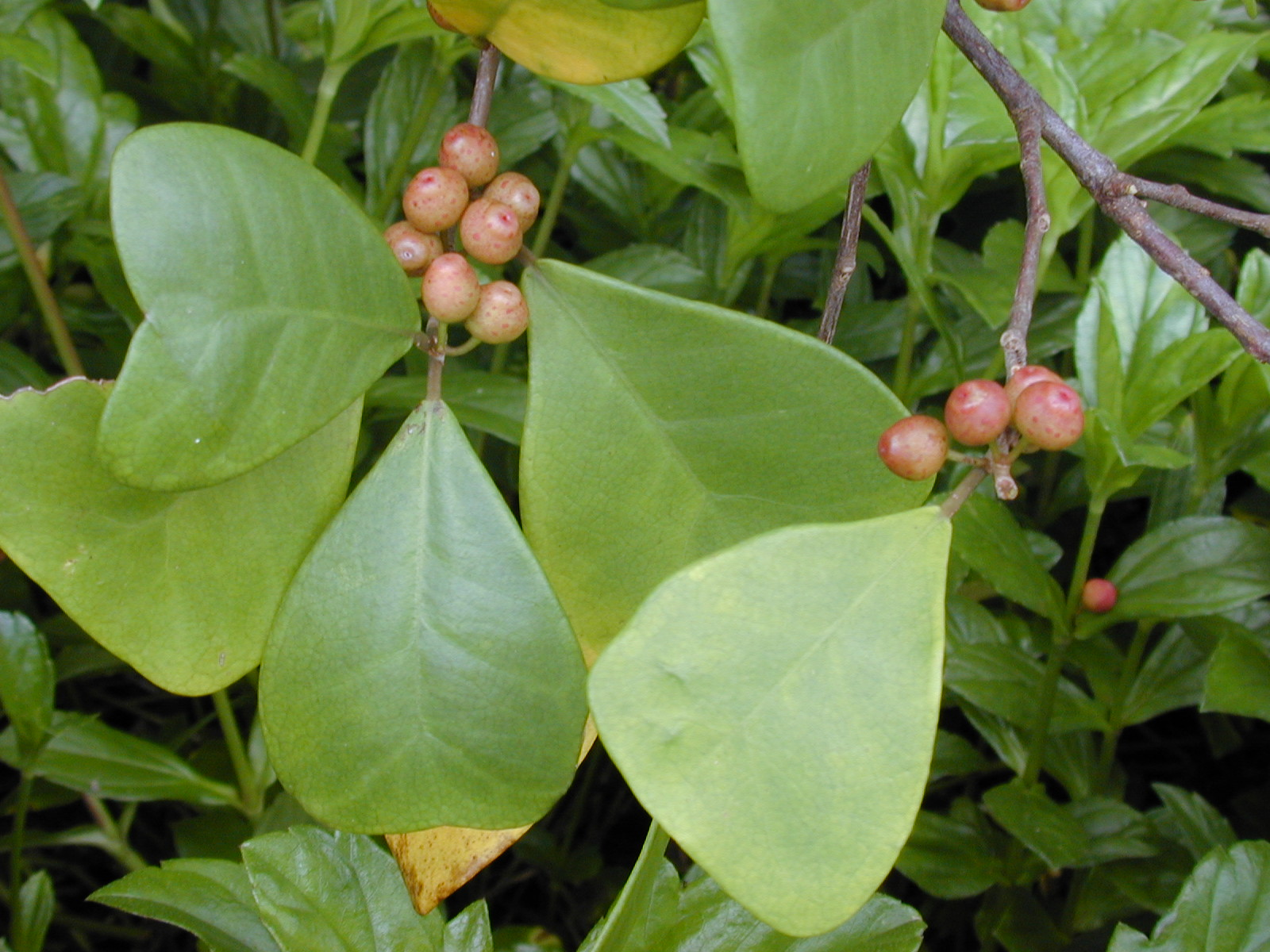
Ficus americana
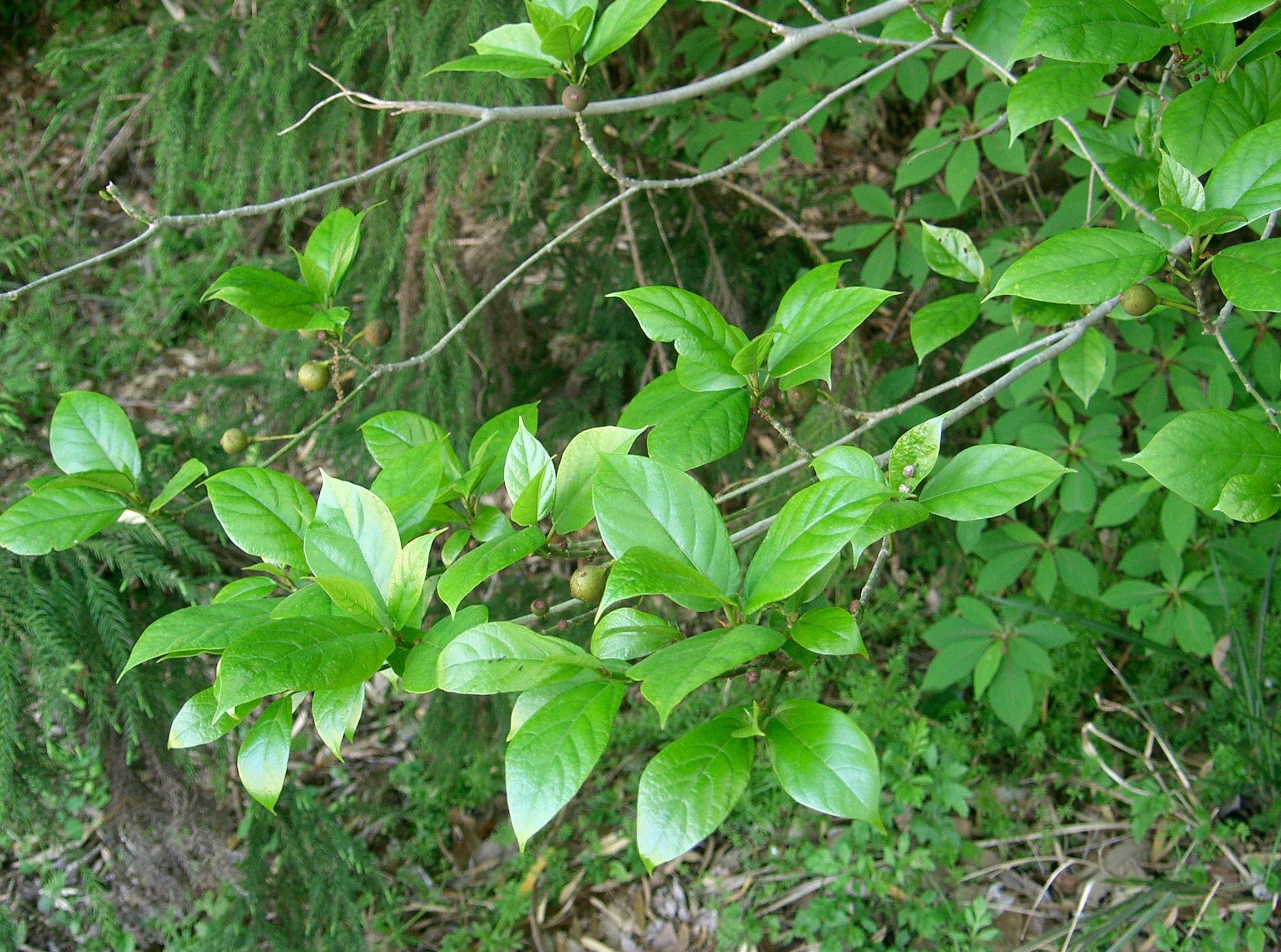
Ficus aurea
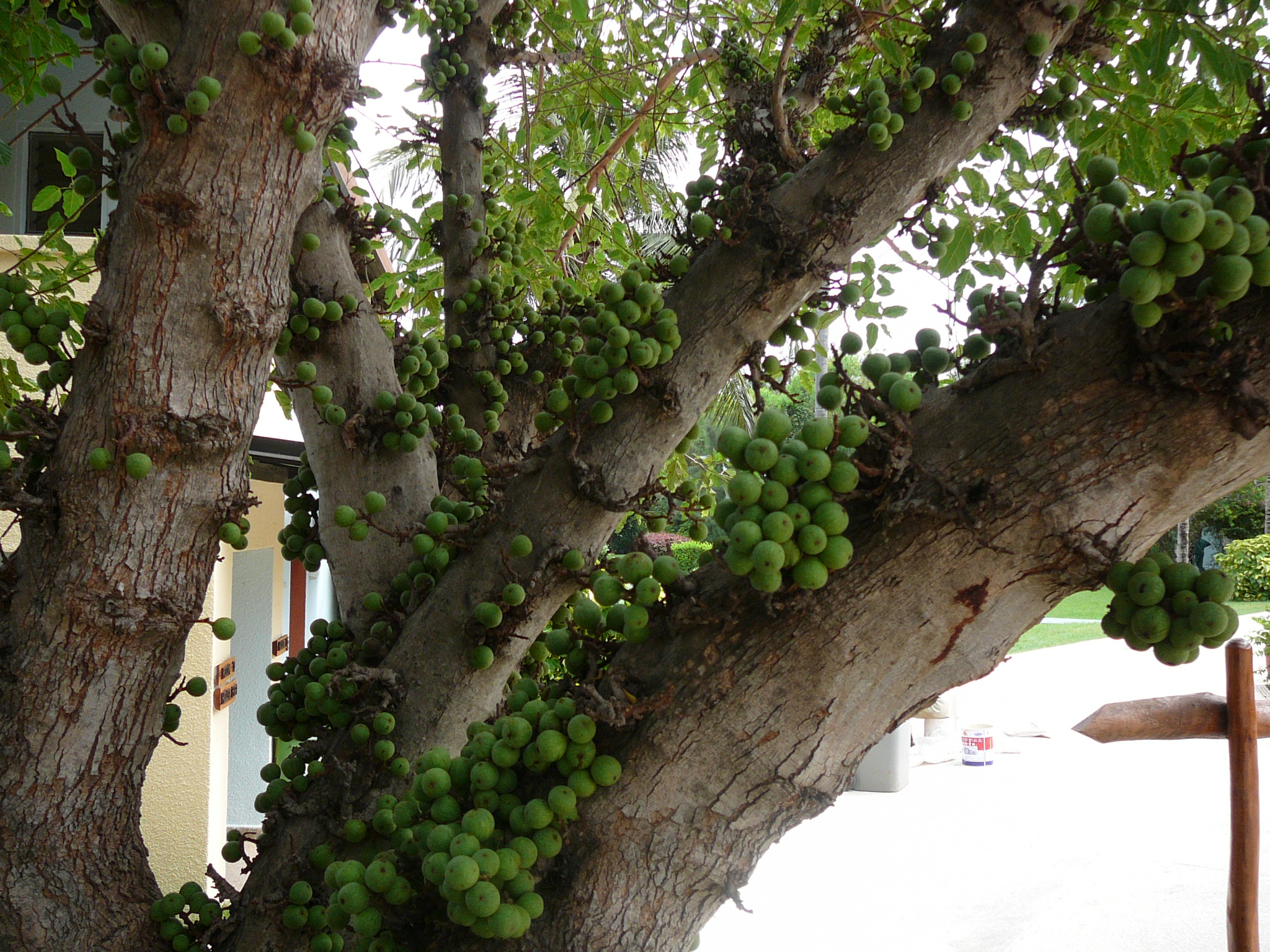
Ficus benghalensis — Фикус бенгальский
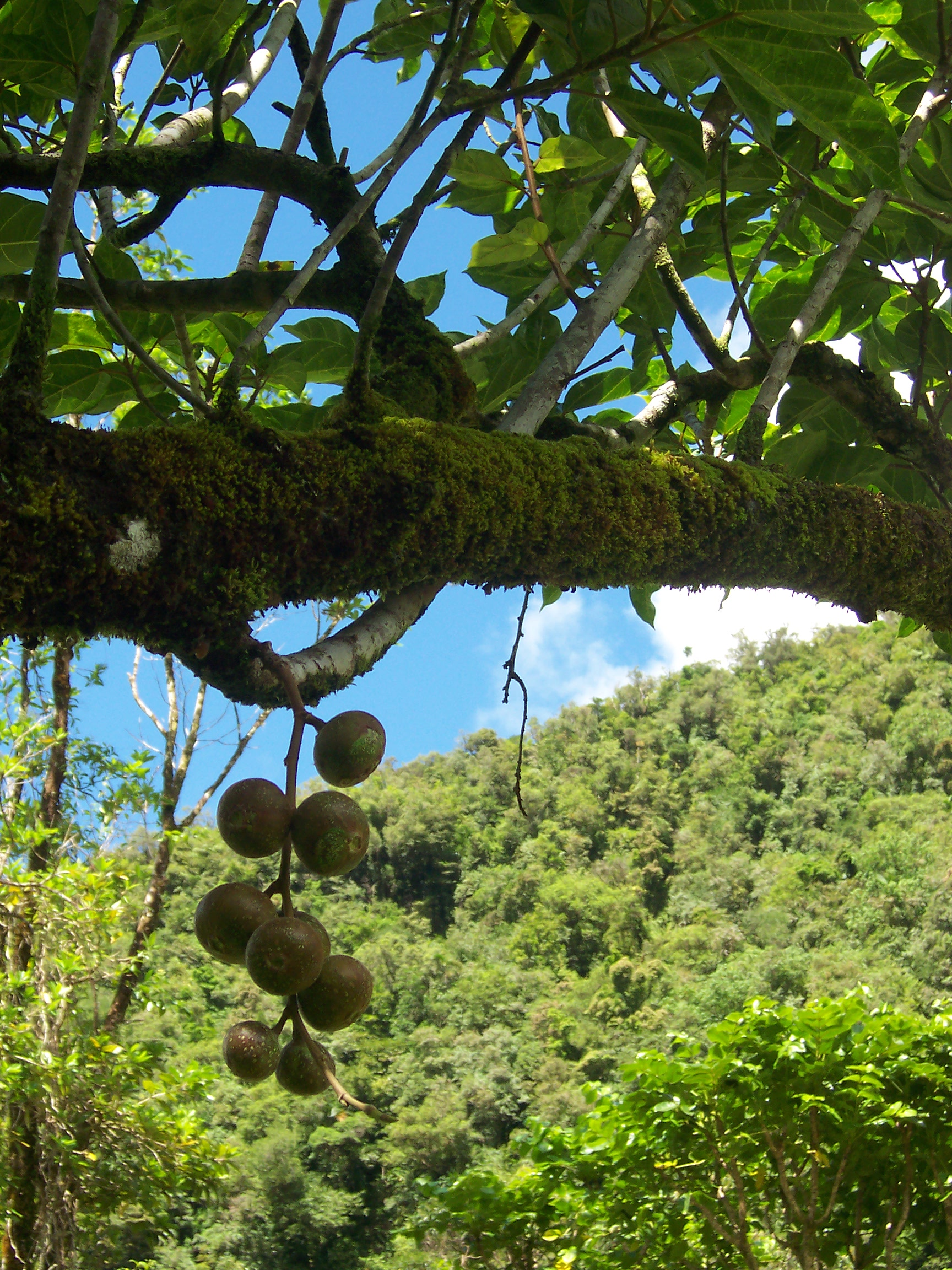
Ficus benjamina — Фикус бенджамина
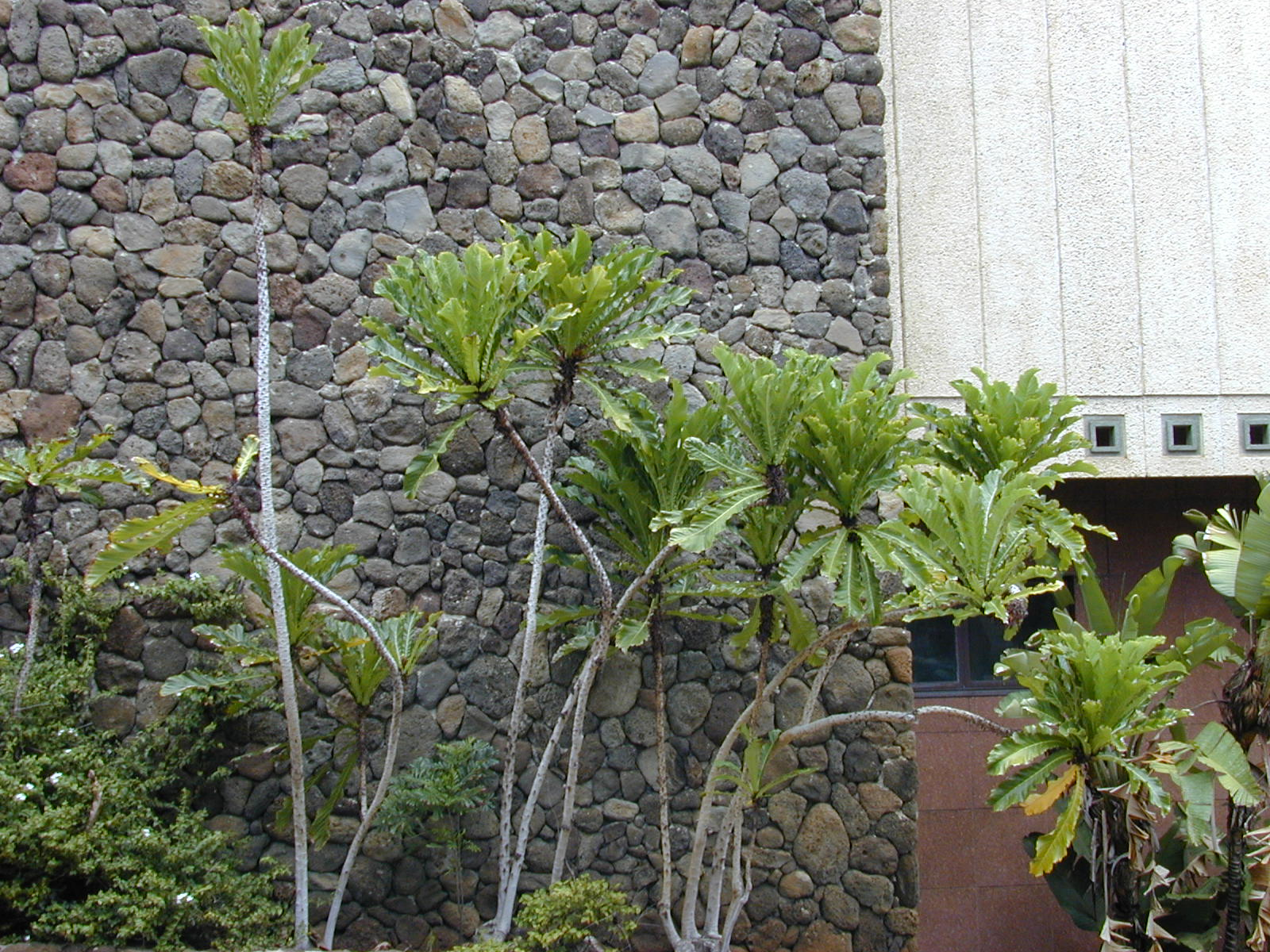
Ficus broadwayi
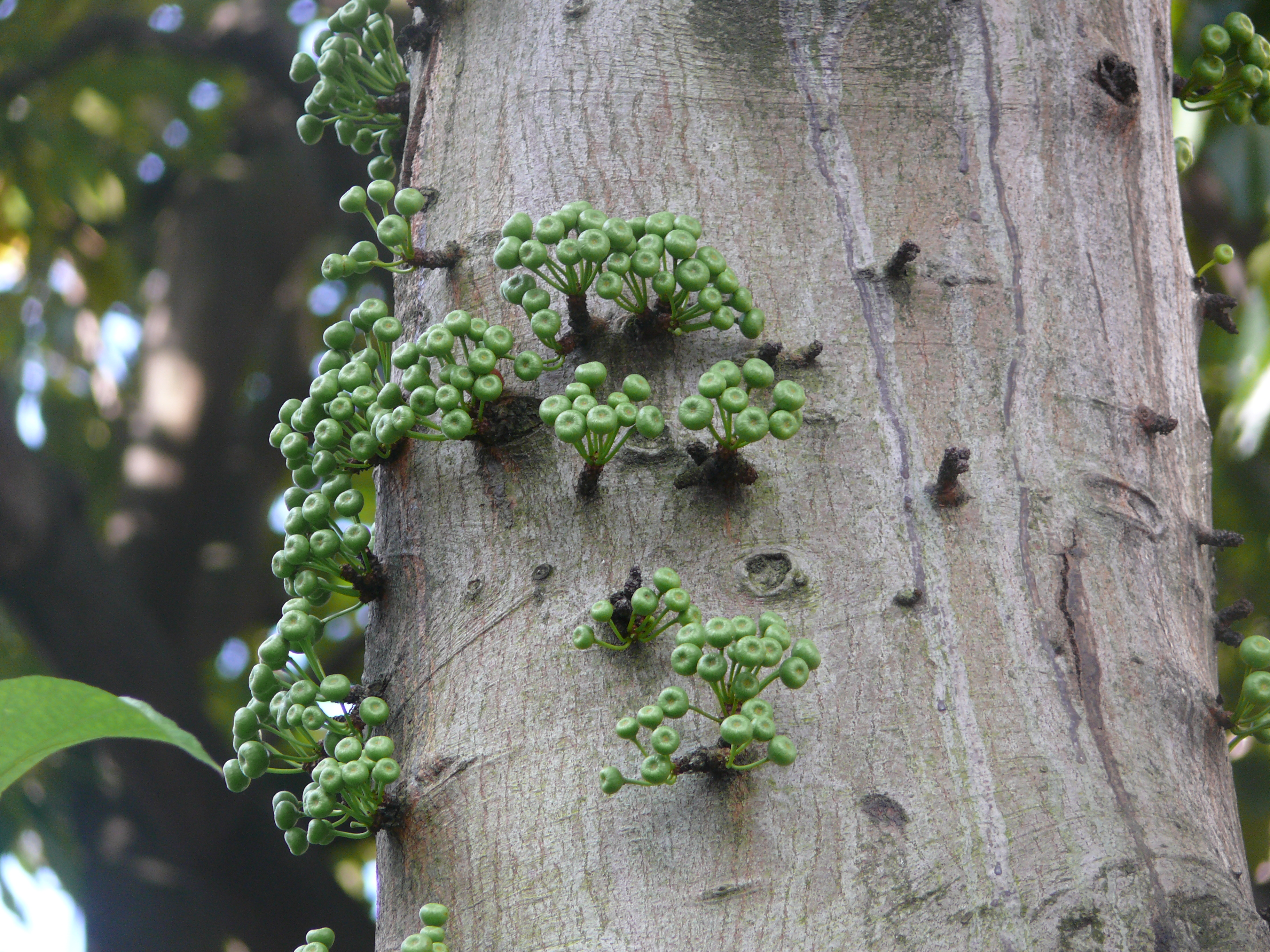
Ficus variegata в Гонконге

- Ficus carica — Инжир, или Смоковница
- Ficus citrifolia
- Ficus drupacea
- Ficus elastica — Фикус каучуконосный
- Ficus godeffroyi
- Ficus grenadensis
- Ficus hartii
- Ficus insipida — Амате
- Ficus lyrata
- Ficus macbrideii
- Ficus macrophylla
- Ficus microcarpa
- Ficus nota
- Ficus obtusifolia
- Ficus palmata
- Ficus prolixa
- Ficus pumila — Фикус карликовый
- Ficus racemosa — Фикус кистевидный
- Ficus religiosa — Фикус священный
- Ficus rubiginosa
- Ficus stahlii
- Ficus sycomorus — Сикомор
- Ficus thonningii
- Ficus tinctoria
- Ficus tobagensis
- Ficus triangularis
- Ficus trigonata
- Ficus ulmifolia

- Ficus altissima
- Плоды Ficus aspera
- Ficus deltoidea
- Ficus erecta
- Ficus lutea
- Ficus mauritiana
- Ficus pseudopalma
- Ficus variegata в Гонконге